# Kriegerdenkmal Markwerben
Das Kriegerdenkmal Markwerben ist ein denkmalgeschütztes Kriegerdenkmal im Ortsteil Markwerben der Stadt Weißenfels in Sachsen-Anhalt. Im örtlichen Denkmalverzeichnis ist die Gedenkstätte unter der Erfassungsnummer 094 13018 als Kulturdenkmal verzeichnet.
Das Ensemble vor der Kirche des Ortes besteht aus einem Denkmal für die Gefallenen des Ersten Weltkriegs und einem für die Gefallenen des Zweiten Weltkriegs.
Das Denkmal des Ersten Weltkriegs, eine Stele auf mehrstufigem Sockel, wurde 1922 eingeweiht. Auf der Stele befinden sich zwei Soldatenfiguren. Ein Soldat mit abgesetztem Stahlhelm ist liegend dargestellt. Der zweite Soldat beugt sich zu dem am Boden liegenden Soldaten nieder. Das Denkmal trägt die Inschrift Unsere Helden. Ihr Leben gaben fürs Vaterland, darunter die Namen der 18 gefallenen Soldaten mit dem jeweiligen Todesdatum. Im Sockel sind die Jahreszahlen 1914–1918 als Relief eingearbeitet.
Das Denkmal des Zweiten Weltkriegs daneben ist ein schlichter Gedenkstein in Form eines Grabsteines. Seine Inschrift lautet Zum Gedenken an die Gefallenen des zweiten Weltkrieges.